# Bematistes epiprotea
Bematistes epiprotea is een vlinder uit de familie van de Nymphalidae. De wetenschappelijke naam van de soort is voor het eerst gepubliceerd in 1874 door Arthur Gardiner Butler.

## Verspreiding
De soort komt voor in de laaglandbossen van Zuid-Nigeria, Kameroen, Equatoriaal Guinea, Gabon, Congo-Brazzaville, Congo-Kinshasa, Zuid-Soedan, Oeganda en West-Tanzania.

## Waardplanten
De rups leeft op Barteria nigritana Hook. f. (Passifloraceae).